# Flatliners (2017)
Flatliners (Além da Morte no Brasil, Linha Mortal em Portugal) é um filme norte-americano de 2017 do gênero psicológico e ficção científica dirigido por Niels Arden Oplev e escrito por Ben Ripley. É uma refilmagem do filme de 1990 do mesmo nome. Estrela Elliot Page, Diego Luna, Nina Dobrev, James Norton, Kiersey Clemons, e Kiefer Sutherland, e segue cinco estudantes de medicina que em uma tentativa de produzir experimentos que conduzam a uma experiência de quase morte.. Sony e Columbia Pictures lançarão o filme em 29 de setembro nos Estados Unidos.

## Sinopse
Cinco estudantes médicos iniciam uma experiência para descobrir o que há depois da morte, esperando conseguir renome dentro da área. Ao parar seus corações por curtos períodos de tempo, eles disparam uma experiência de quase-morte. Mas logo eles são forçados a confrontar os pecados de seus passados enquanto a investigação se torna perigosa e paranormal.

## Elenco
- Elliot Page como Courtney Holmes
- Diego Luna como Ray
- Nina Dobrev como Marlo
- James Norton como Jamie
- Kiersey Clemons como Sophia
- Beau Mirchoff como Brad
- Kiefer Sutherland como Dr. Barry Wolfson.

## Produção
Em outubro de 2015, Elliot Page, foi escalado no filme para um papel até então não especificado. Em fevereiro de 2016, Diego Luna foi adicionado ao elenco, seguido por Nina Dobrev, em abril. Em maio, Kiersey Clemons e James Norton se juntaram ao filme.
Em julho, foi anunciado que Kiefer Sutherland, que estrelou o filme original, retornaria ao novo filme. Ele negou que reprisaria o papel do filme original, revelando que este se trata de uma continuação, não um remake. Em julho, Charlotte McKinney se juntou ao elenco.
A fotografia do filme começou no início de julho, em Toronto, e foi concluída em 7 de setembro. O filme entrou em pós-produção em 4 de outubro para seu lançamento, no fim de setembro.